# Kétoupa malais
Ketupa ketupu
Espèce
Synonymes
- Strix ketupu Horsfield, 1821
(protonyme)
- Bubo ketupu (Horsfield, 1821)

Statut de conservation UICN

 LC  : Préoccupation mineure
Statut CITES
Le Kétoupa malais ou Hibou-pêcheur de Malaisie (Ketupa ketupu) est une espèce d'oiseaux de la famille des Strigidae. 
Ce hibou d'assez grande taille se rencontre en Asie du Sud-Est, particulièrement en Malaisie. 

## Distribution et statut

### Répartition et habitat
Cette espèce vit en Asie du sud-est. On la rencontre du sud de la Birmanie,  jusqu'à Bali et Bornéo en Indonésie, en passant par la Malaisie ou la Thaïlande.
Il habite typiquement les massifs forestiers près de l'eau qui constitue sa source première de nourriture. Ainsi il affectionne les mangroves. Le kétoupa malais n'hésite pas non plus à s'installer près des constructions humaines, et dans les plantations, notamment les rizières.
C'est plutôt un oiseau de plaine mais dans certaines régions, à Java par exemple, il peut monter jusqu'à 1600 m.

### Statut
On estime qu'il est localement assez commun. Toutefois il souffre de la dégradation de son habitat et des persécutions humaines lorsqu'il s'installe dans les plantations ou près des piscicultures.

## Description
Le kétoupa malais est un hibou d'assez grande taille, avec une longueur de 40 à 46 cm pour un poids avoisinant les 2 kg. 

Il faut noter que la femelle est  systématiquement plus grande que le mâle, dimorphisme sexuel fréquent chez les rapaces nocturnes.

Kétoupa malais
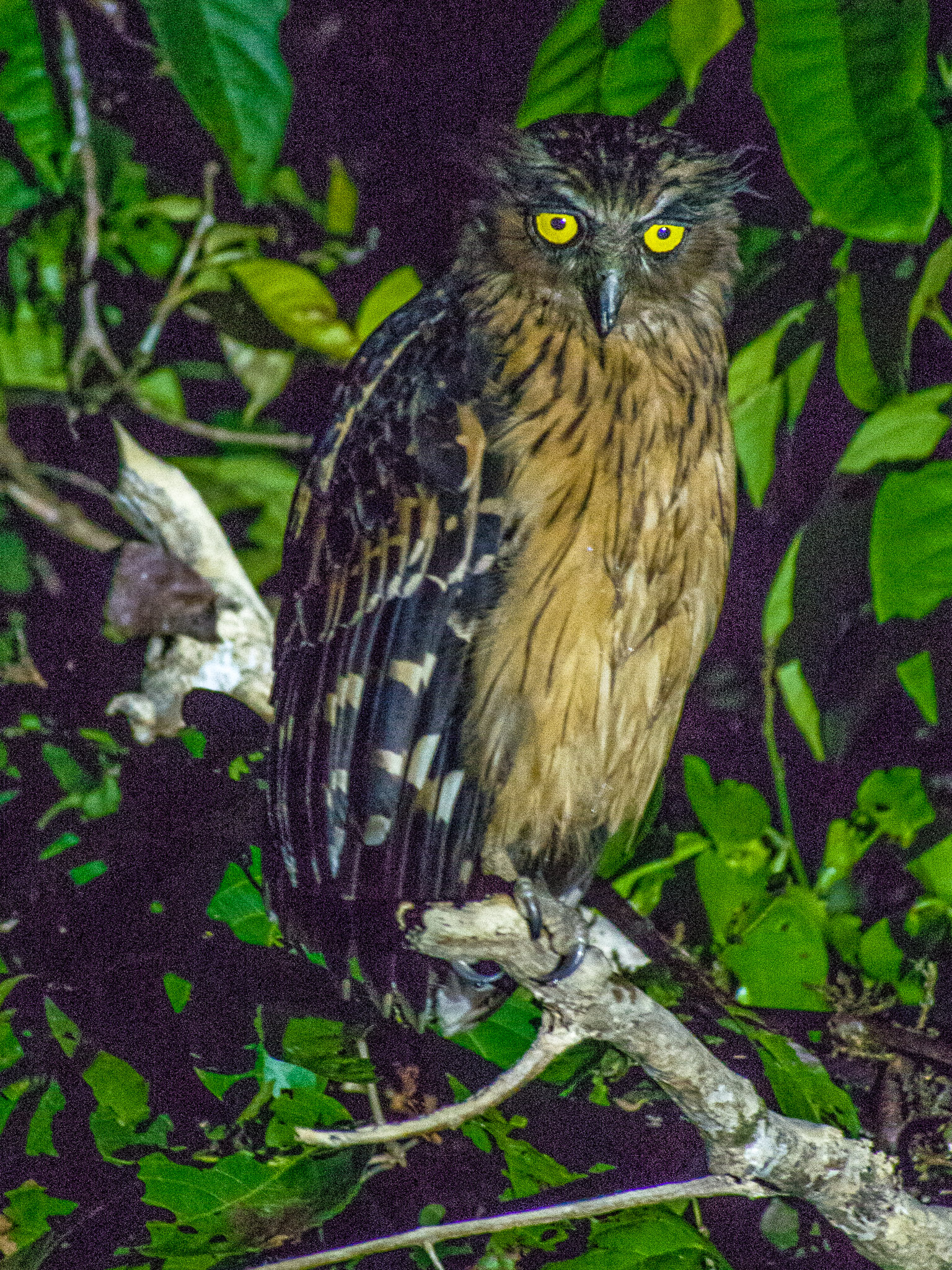
Sabah, île de Bornéo, Malaisie
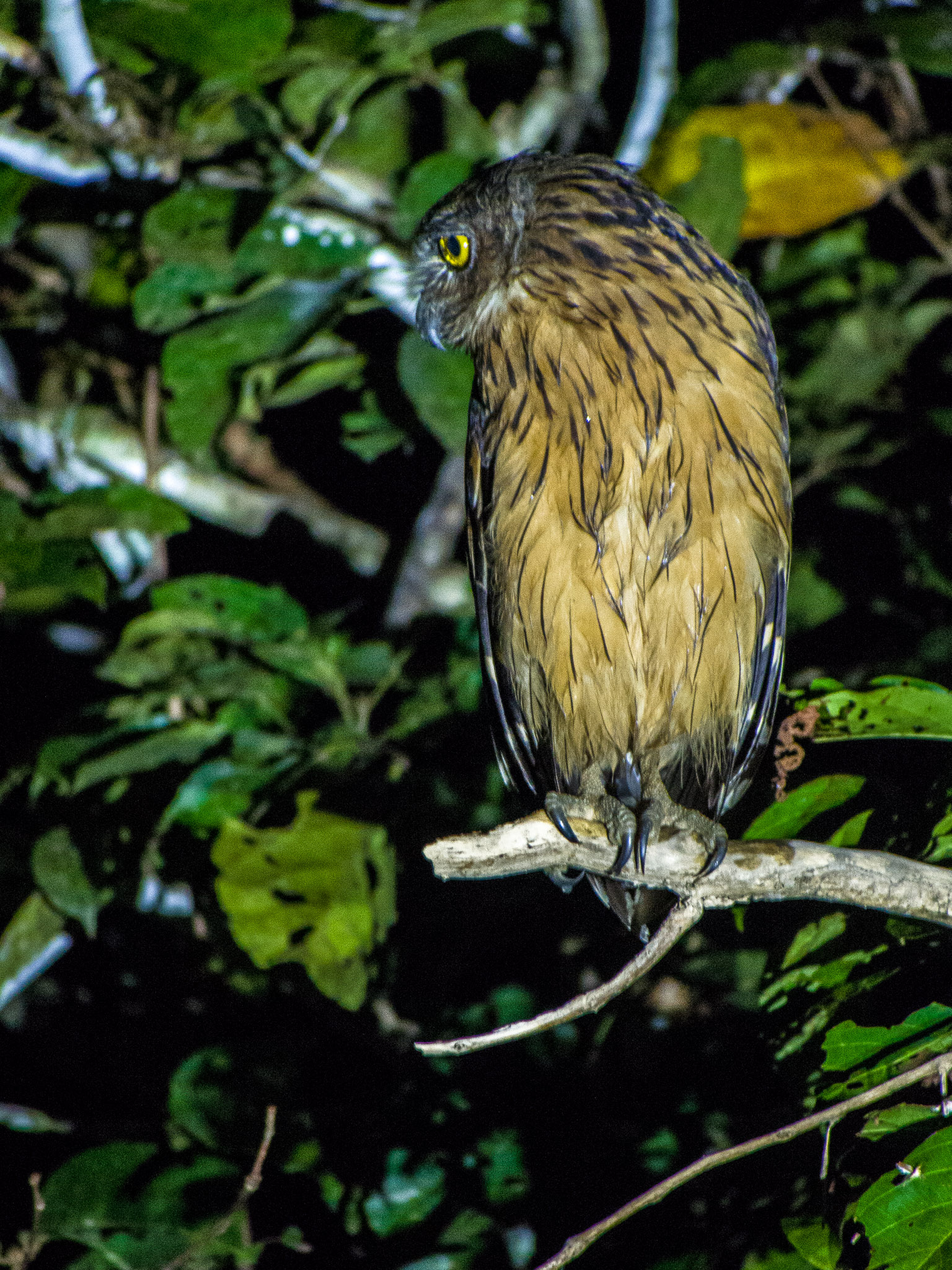
Sabah, île de Bornéo, Malaisie
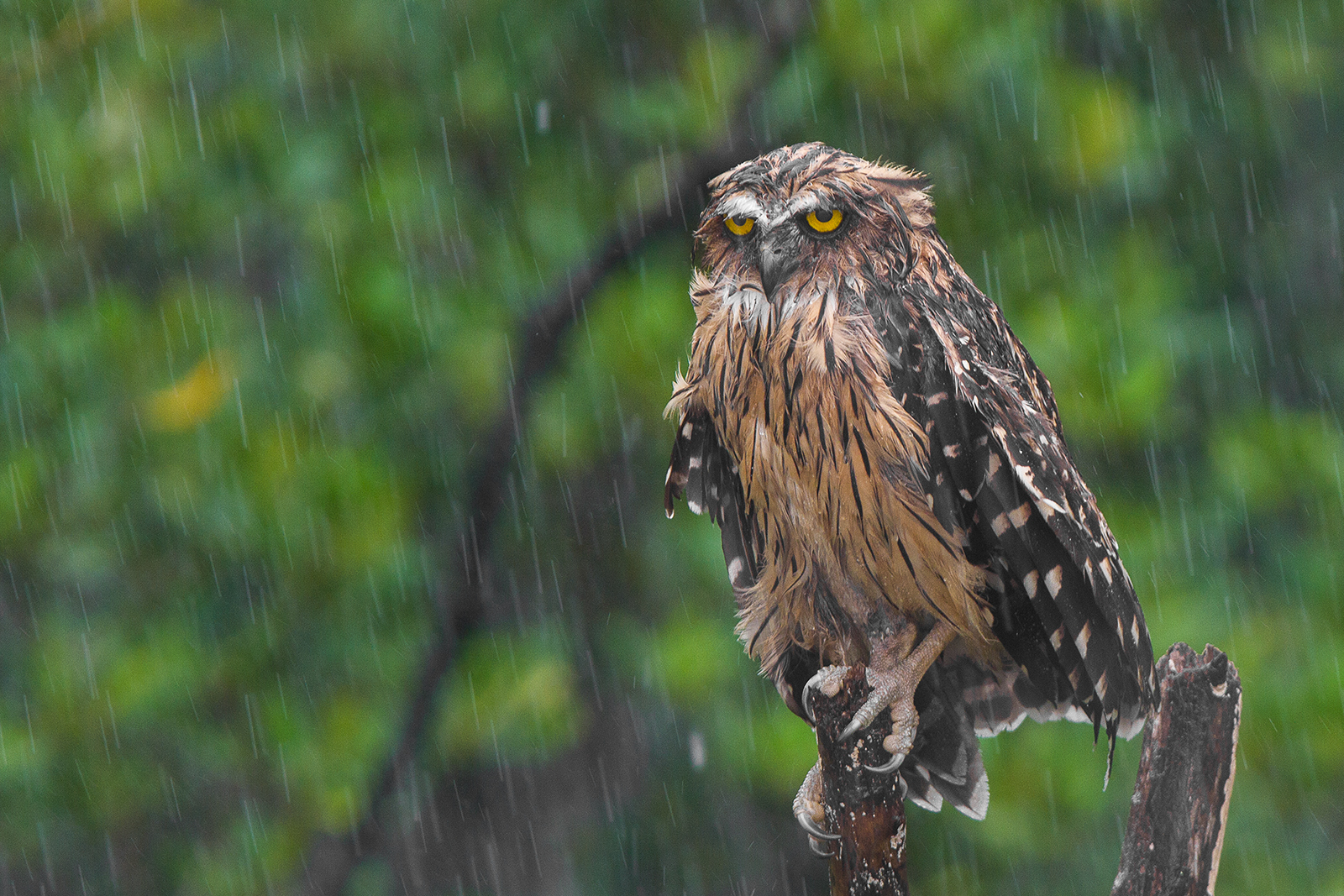
Parc national des Sundarbans, Inde et Bengale Occidental
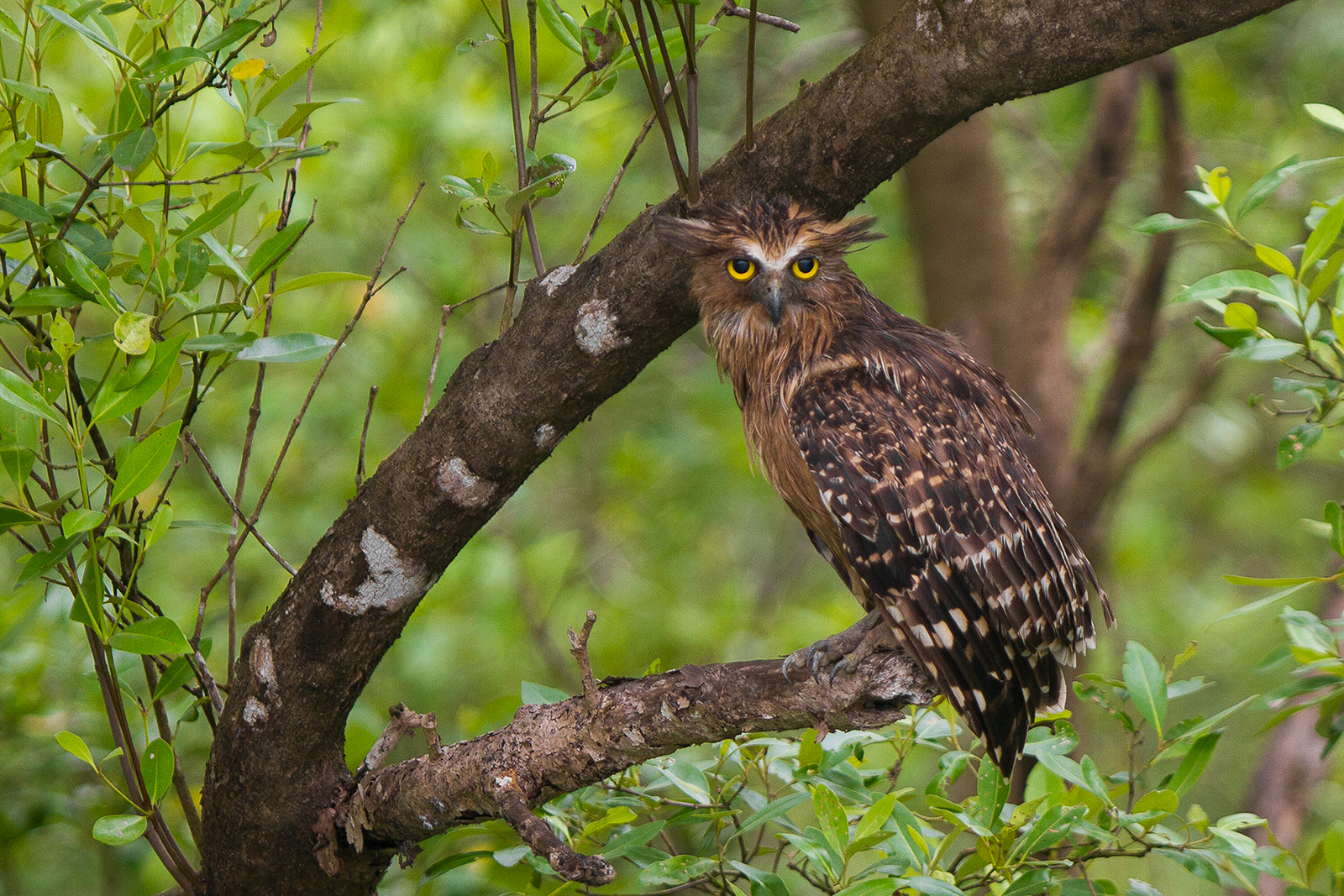
Parc national des Sundarbans,  Inde et Bengale Occidental

Le plumage de ce kétoupa est à dominante brun-roux, même si chaque individu présente des nuances. La partie supérieure du corps est plus foncée que le dessous chamois-fauve, voire orangé. De plus il a la poitrine finement barrée de noir. Les couvertures alaires sont parsemées de tâches pâles. Les ailes sont brun plus ou moins foncé et rayées de jaune à multiples nuances, du jaune clair, doré, à une couleur rocaille. Les aigrettes sont légèrement tournées vers l'arrière et généralement bien visibles. Le disque facial est bien délimité par des plumes plus sombres que sur le reste du corps. Le front et les sourcils blancs rehaussent l'air "attentif" de ce hibou. Les tarses sont nus, les serres gris jaunâtre. Les yeux sont gros et jaune vif.
Les juvéniles sont recouverts d'un premier duvet blanc jaunâtre. Les immatures sont plus pâles que les adultes.

## Alimentation
C'est une espèce majoritairement piscivore. 
Pour capturer ses proies, il adopte deux techniques : la chasse à l'affût depuis un perchoir suivie d'un piqué dans l'eau ou la chasse "à pied", le hibou se déplaçant en eau peu profonde à la recherche d'amphibiens, de petits poissons ou d'invertébrés aquatiques. À l'occasion il chasse aussi de petits mammifères et oiseaux.

## Nidification

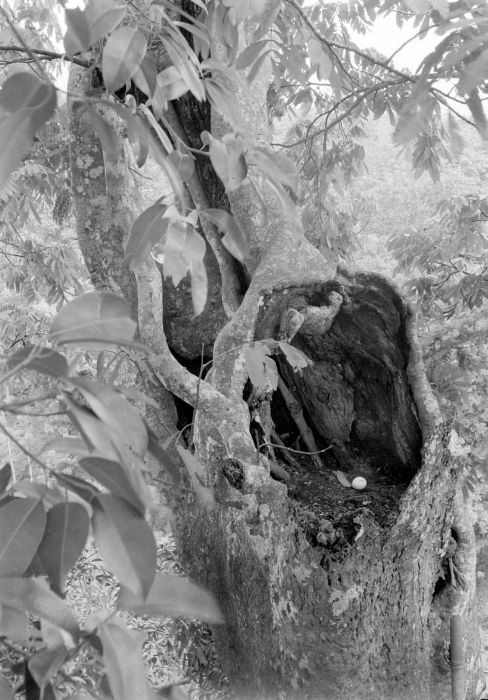
Nid, île de Java, Indonésie

Le kétoupa malais construit son nid dans la cavité d'un grand arbre ou occupe un ancien nid d'un autre grand oiseau.

## Sous-espèces
D'après la classification de référence (version 14.1, 2024) de l'Union internationale des ornithologues, le Kétoupa malais possède 4 sous-espèces (ordre philogénique) :
- Ketupa ketupu ketupu (Horsfield, 1821) : la sous-espèce nominale, répandue de la Birmanie jusqu'à Bali et Bornéo au sud en passant par la péninsule Malaise et la Thaïlande.
- Ketupa ketupu pageli (Neumann, 1936) : à la teinte beaucoup plus rousse jusqu'à rouge brique, dans le nord de Bornéo.
- Ketupa ketupu minor (Mees, 1964) : la plus petite des quatre, de l'île Nias à Sumatra.

Dans cette classification, Ketupa ketupu aagaardi , plus pâle, vivant de la Birmanie à la Thaïlande, est incluse avec K. k. ketupu.